# John Thornycroft

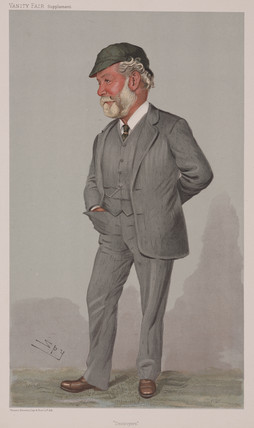
John Isaac Thornycroft na ilustracji z brytyjskiego magazynu Vanity Fair

John Isaac Thornycroft (1843–1928) – brytyjski inżynier, specjalista w zakresie budownictwa okrętowego. W 1877 roku zbudował dla marynarki brytyjskiej pierwszy torpedowiec. Udoskonalił torpedę. Założył firmę John I. Thornycroft & Company Limited (nazywaną popularnie Thornycroft) produkującą okręty.
Posiadał tytuł szlachecki Sir.